# 乌斯比市镇
乌斯比市镇（瑞典語：Osby kommun）是瑞典南部斯科讷省的一个市镇。其治所位于乌斯比。